# John Mayhew
John Mayhew, né le 27 mars 1947 à Ipswich et mort le 26 mars 2009 à Glasgow, est le troisième batteur, percussionniste et choriste du groupe rock progressif Genesis. Il remplace le précédent batteur, John Silver, en août 1969.

## Biographie
Il joue sur l'album Trespass, ainsi que sur la compilation Genesis Archive 1967-1975. Il est remplacé par Phil Collins en 1970.
Il arrête la batterie en 1982 après avoir joué avec divers groupes, et s'installe alors en Australie et en Nouvelle-Zélande.
En 2006, il a l'occasion de rejouer avec Genesis après avoir retrouvé Anthony Phillips à Londres, où les dirigeants du groupe lui payent les royalties qu'ils avaient mis de côté pour lui depuis ses prestations au sein de Genesis.
Le 26 mars 2009, John Mayhew meurt à Glasgow d'une attaque cardiaque. Il est inhumé au Craigton Cemetery, situé dans la même ville.
D'après Tony Banks, « sa participation à Genesis a été brève mais c'était une période cruciale et sa contribution a été très importante ».